# Keiichiro Nuno
Keiichiro Nuno (født 21. december 1960) er en tidligere japansk fodboldspiller og træner.
Han har tidligere trænet Thespakusatsu Gunma.